# SN 2003gk
SN 2003gk – supernowa typu Ib odkryta 1 lipca 2003 roku w galaktyce NGC 7460. W momencie odkrycia miała maksymalną jasność 17,10m.